# Chauncey Holt
Chauncey Holt (Kentucky, 23 oktober 1921 - ?, 28 juni 1997) was een Amerikaanse piloot en CIA agent. Hij kreeg bekendheid door zijn betrokkenheid bij de moord op John F. Kennedy.

## Levensloop
Toen hij 19 jaar was, kwam Chauncey bij de United States Army Airforce. Hij streed nog in de Tweede Wereldoorlog toen Japanse oorlogsvliegtuigen Pearl Harbor bombardeerden. Na de oorlog ontmoette Holt Peter Licavoli, een handlanger van de maffia in Detroit. Holt reisde naar Florida waar hij als boekhouder en piloot ging werken voor Meyer Lansky; als piloot bracht hij Lansky regelmatig naar Cuba voor zaken. Lansky haalde Holt ook over om mee te doen met de CIA. Zo werd  Chauncey Holt een maffioso en CIA-agent.

## Cuba
In 1959 werd Fidel Castro premier van Cuba en moest de Amerikaanse maffia wijken. Die zocht hierop steun bij de CIA, die de communistische invloed op Cuba met lede ogen aanzag. Holt kreeg naar eigen zeggen van de CIA en de maffia diverse keren de opdracht om Fidel Castro uit te schakelen; het eerste plan, aanvankelijk bedacht door toenmalig president Dwight D. Eisenhower en enkele maffiabazen o.a. Sam Giancana, Carlos Marcello en John Roselli, mislukte en staat bekend als operatie-Mongoeste. 

## Deelneming Varkensbaai invasie
Na Eisenhower werd Kennedy president; van zijn voorganger Eisenhower erfde hij zowel de Cuba-crisis als de Vietnamoorlog. Onder druk van de CIA en Cubaanse ballingen, die in kampen in het zuiden van de VS door de CIA waren opgeleid, werd in april 1961 een invasiepoging op Cuba gedaan, de Varkensbaai-invasie. Ze mislukte doordat Kennedy weigerde de ballingen met Amerikaanse vliegtuigen te steunen en zo openlijk in oorlog te komen met Cuba. Chauncey Holt was een van de CIA-agenten die deelnamen aan de invasie. Na de mislukte staatsgreep op Cuba vertrok Holt naar Californië, waar hij verder voor Lansky ging werken. Aldaar hield hij zich bezig met het vervalsen van politiepasjes en tal van officiële documenten.

## Betrokkenheid moord
Holt heeft er meermalen op gezinspeeld dat hij een van de drie zwervers was, die op 22 november 1963 door de FBI werden gearresteerd. De voorste zou CIA-agent Charles Rogers alias Richard Montoya zijn en de tweede de huurmoordenaar Charles Harrelson, de vader van de acteur Woody Harrelson. Verder zou ook Charles Nicotelli, een professionele beroepsmoordenaar van de georganiseerde misdaad, zich in Dallas hebben bevonden, net als Ed Lansdale, hoofd speciale operaties van de CIA, die in meerdere door de CIA geleide staatsgrepen de hand had gehad, en op een van de foto's staat, waarop Holt wordt weggevoerd door de politie van Dallas. Holt zei dat het plan was om de president te vermoorden en de Castro-aanhangers in de Amerika de schuld te geven. Holt zou in 1992 voor de Amerikaanse televisiezender hebben toegegeven een van de drie zwervers te zijn geweest en dat de twee anderen Rogers en Harrelson waren. Hij vertelde dat het FBI hen geen handboeien om had gedaan en ook hun wapens niet had afgenomen. Sterker nog, ze werden nooit naar het bureau gebracht. Zij werden buiten het zicht van de menigte eenvoudig vrijgelaten.
- International Standard Name Identifier: 0000 0004 3060 0226
- Library of Congress Control Number: nb2014015634
- Virtual International Authority File: 307494893
- WorldCat: E39PBJmDmvX4XQCmDHXdXM3PcP